# Virectaria angustifolia
Espèce
Synonymes
- Virecta angustifolia Hiern[1]
- Virecta heteromera K.Schum.[1]
- Virectaria angustifolia var. angustifolia[1]
- Virectaria heteromera (K.Schum.) Bremek.[1]

Virectaria angustifolio (Hiern) Bremek. est une espèce de plantes de la famille des Rubiacées et du genre Virectaria. On la trouve au Cameroun, au Gabon et au Nigeria.

## Liste des variétés
Selon Catalogue of Life (8 décembre 2017) :
- variété Virectaria angustifolia var. angustifolia
- variété Virectaria angustifolia var. schlechteri

Selon Tropicos (8 décembre 2017) (Attention liste brute contenant possiblement des synonymes) :
- variété Virectaria angustifolia var. angustifolia
- variété Virectaria angustifolia var. schlechteri Verdc.

## Distribution
La sous-espèce schlechteri est relativement rare, endémique du Cameroun où elle a été observée sur plusieurs sites dans la Région du Sud-Ouest.